# Championnat de France Pro B de tennis de table 2009-2010
Navigation
Pro B 2008-2009 Pro B 2010-2011
| \| Serris Quimper Reims CP Mirande ASTT Miramas Echirolles/Eybens Mulhouse TT Ent. Marly-le-Roi/Élancourt Beaufou Argentan Bayard Nice CPC PPC Villeneuve-sur-Lot US Yport St-Maur St-Louis Auch Caen TTC Metz TT (H/F) Montpellier \| Localisation des clubs engagés dans le championnat. |
| Serris Quimper Reims CP Mirande ASTT Miramas Echirolles/Eybens Mulhouse TT Ent. Marly-le-Roi/Élancourt Beaufou Argentan Bayard Nice CPC PPC Villeneuve-sur-Lot US Yport St-Maur St-Louis Auch Caen TTC Metz TT (H/F) Montpellier                                                           |

## Championnat Masculin
La Bayard Argentan et le CPC Nice montent en Pro A. Sportivement relégués en Nationale 1 en compagnie de Montpellier TT, le SMEC Metz restera en Pro B en raison du désistement de l'US Yport, confronté à de graves problèmes financiers.
| Pl | Classement             | Pts | J  | V  | N | D  | Pp | Pc | Diff. |
| -- | ---------------------- | --- | -- | -- | - | -- | -- | -- | ----- |
| 1  | Argentan Bayard        | 51  | 18 | 15 | 3 | 0  | 69 | 25 | +44   |
| 2  | Nice CPC               | 42  | 18 | 11 | 2 | 5  | 54 | 37 | +17   |
| 3  | PPC Villeneuve-sur-Lot | 39  | 18 | 9  | 3 | 6  | 53 | 46 | +7    |
| 4  | US Yport               | 38  | 18 | 9  | 2 | 7  | 52 | 45 | +7    |
| 5  | VGA Saint-Maur         | 35  | 18 | 6  | 5 | 7  | 49 | 51 | -2    |
| 6  | TT Saint-Louis         | 35  | 18 | 5  | 7 | 6  | 48 | 53 | -5    |
| 7  | CP Auch                | 35  | 18 | 5  | 7 | 6  | 49 | 52 | -3    |
| 8  | Caen TTC               | 33  | 18 | 4  | 7 | 7  | 44 | 52 | -8    |
| 9  | SMEC Metz              | 28  | 18 | 2  | 6 | 10 | 38 | 59 | -21   |
| 10 | Montpellier TT         | 24  | 18 | 1  | 4 | 13 | 27 | 66 | -39   |

## Championnat féminin
Sportivement promu en Pro A en 2010-2011 en compagnie de l'équipe surprise de ce championnat Quimper Cornouaille TT - auteur pourtant d'un début de saison catastrophique -, Serris Val d'Europe ATT, Champion de Pro B qui disputait la 2e saison de son histoire en Pro B et qui avait décroché son ticket pour la montée depuis longtemps, a décidé de rester en Pro B à la suite de difficultés financières. Quimper Cornouaille TT découvrira pour la première fois de son histoire la Pro A en compagnie du Metz TT, 3e, qui remplace Serris à l'échelon supérieur. Toujours pour cause de difficultés financières, l'Entente Marly-le-Roi/Élancourt, sportivement relégué en Nationale 1 en compagnie de Beaufou Vendée ASL dernier du championnat, profite du retrait de l'Olympique de Reims TT pour rester la saison prochaine en Pro B
| Pl | Classement                  | Pts | J  | V | N | D  | P | Pp | Pc | Diff |
| -- | --------------------------- | --- | -- | - | - | -- | - | -- | -- | ---- |
| 1  | Serris Val d'Europe ATT     | 44  | 18 | 9 | 8 | 1  | - | 61 | 36 | +25  |
| 2  | Quimper CTT                 | 40  | 18 | 8 | 6 | 4  | - | 51 | 42 | +9   |
| 3  | Metz TT                     | 38  | 18 | 8 | 4 | 6  | - | 51 | 43 | +8   |
| 4  | Olympique de Reims          | 38  | 18 | 8 | 4 | 6  | - | 47 | 45 | +2   |
| 5  | Mirande CP                  | 37  | 18 | 6 | 8 | 3  | 1 | 54 | 44 | +10  |
| 6  | AS Miramas                  | 35  | 18 | 6 | 6 | 5  | 1 | 47 | 51 | -4   |
| 7  | AL Échirolles-Eybens        | 33  | 18 | 3 | 9 | 6  | - | 41 | 52 | -11  |
| 8  | Mulhouse TT                 | 33  | 18 | 4 | 7 | 7  | - | 46 | 55 | -9   |
| 9  | Ent. Marly-le-Roi/Élancourt | 33  | 18 | 5 | 5 | 8  | - | 48 | 55 | -7   |
| 10 | Beaufou Vendée ASL          | 27  | 18 | 3 | 3 | 12 | - | 34 | 57 | -23  |

## Sources
- Classements/Résultats Pro B Hommes
- Classements/Résultats Pro B Dames